# Beni Bahdel
Beni Bahdel là một đô thị thuộc tỉnh Tlemcen, Algérie. Dân số thời điểm năm 2002 là 2.66 người.